# Lambert Wilson
Lambert Wilson (* 3. srpna 1958 Neuilly-sur-Seine) je francouzský herec. Jeho otcem byl herec Georges Wilson. Svou první filmovou roli dostal v roce 1977 v americkém snímku Julia. Později hrál v řadě dalších filmů, převážně francouzských. Také se věnuje hudbě, své první album s názvem Musicals vydal roku 1989. Roku 2016 vydal tributní album složené z písni Yvese Montanda. V roce 1990 získal Cenu Jeana Gabina. Několikrát byl nominován na Césara, ale ani jednou jej nezískal.

## Filmografie (výběr)
- Julia (1977)
- Četník a mimozemšťané (1979)
- Večírek 2 (1982)
- Sahara (1983)
- Schůzka (1985)
- Architektovo břicho (1987)
- Rozmary řeky (1996)
- Muž v hlavní roli (1996)
- Stará známá písnička (1997)
- Far from China (2001)
- Matrix Reloaded (2003)
- Matrix Revolutions (2003)
- Na ústa ne (2003)
- Catwoman (2004)
- Zbloudilá srdce (2006)
- Brilantní plán (2007)
- Jen proto, že jsme jiní (2008)
- O bozích a lidech (2010)
- Od pěti do sedmi (2014)
- Korporace (2017)